# Gustaf Mellén
Lars Gustaf Mellén, född den 25 september 1867 i Hovs församling, Älvsborgs län, död den 3 september 1938 i Göteborg, var en svensk skolman. Han var bror till Karl Mellén.
Mellén avlade filosofie kandidatexamen i Uppsala 1889 och filosofie licentiatexamen där 1894. Han promoverades till filosofie doktor 1902. Mellén var extra ordinarie och vikarierande lektor vid Södermalms läroverk i Stockholm 1898–1904, adjunkt i svenska, latin och grekiska där 1905, lärare vid Wallinska skolan 1898–1909 och rektor där 1907–1909. Han blev rektor i Vänersborg 1909 och rektor vid Göteborgs högre latinläroverk 1913. Mellén utnämndes till lektor i latin och grekiska i Karlstad 1916 och vid Göteborgs högre latinläroverk 1920. Han blev ledamot av Göteborgs domkapitel 1920, av styrelsen för Göteborgs högskola 1928 och av styrelsen för Kjellbergska flickskolan 1930. Mellén blev ledamot av Vetenskaps- och Vitterhetssamhället i Göteborg 1927.